# Jan Halíř
Jan Halíř (4. února 1909 Vítkovice – 29. června 1942 Luby u Klatov) byl český pedagog a odbojář z období druhé světové války popravený nacisty.

## Život

### Mládí a studia
Jan Halíř se narodil 3. února 1909 ve Vítkovicích (od roku 1924 součást Ostravy), v rodině dělníka Františka Halíře a jeho manželky Marie, rozené Mazelové. Studoval na Přírodovědecké fakultě Masarykovy univerzity v Brně a na pražské Karlově univerzitě. Po ukončení studií mohl působit jako středoškolský pedagog matematiky, deskrtiptivy a tělesné výchovy.

### První republika
Nedostatek vhodných pracovních míst jej zprvu donutil nastoupit na místo korespondenta Svazu soukromých zaměstnanců v Praze, později mohl svou profesi vykonávat na postu pomocného učitele v menšinových českých školách, nejdříve v Moravské Chrastové. Byl členem Sokola, později Junáka, Dělnické tělocvičné jednoty, stal se aktivním členem Československé sociálně demokratické strany dělnické, cvičil mládež. Jeho působištěm byla i česká škola v jinak převážně německé Chornici. Zde se aktivně zapojil do organizace kulturního života české menšiny. V roce 1937 se přesunul do Klatov, kde získal post profesora na reálném gymnáziu Jaroslava Vrchlického. Po Mnichovské dohodě a sloučení politických stran se stal okresním předsedou Národní strany práce.

### Německá okupace a poprava
Po německé okupaci v březnu 1939 byla zrušena i tato strana, čímž skončila i stranická angažovanost Jana Halíře. Dál byl hrdým vlastencem, gestapu se nezamlouvalo ani jeho dřívější působení na menšinových školách. V jeho materiálech je uvedeno, že se Jan Halíř stýkal s Bedřichem Sekyrou, organizátorem odbojového Místního výboru národního odboje a místní buňky ÚVODu. Gestapo předpokládalo, že Jan Halíř do těchto organizací rovněž patří či je o jejích činnostech informován, ale Bedřich Sekyra se po zatčení oběsil a díky tomu nic neprozradil.
Přesto byl dne 26. června 1942, tedy v době Heydrichiády, Jan Halíř zatčen; mělo se tak stát na základě udání českých členů profesorského sboru klatovského gymnázia. Dne 29. června  popraven zastřelením na vojenské střelnici Spálený les v Lubech.

## Posmrtná ocenění
- Janu Halířovi byl v roce 1945 prezidentem Československé republiky in memoriam udělen Československý válečný kříž 1939
- Jan Halíř byl in memoriam jmenován čestným ředitelem Gymnázia Jaroslava Vrchlického v Klatovech
- Na počest Jana Halíře pořádá Gymnázium Jaroslava Vrchlického každoročně školní atletické přebory Memoriál Jana Halíře
- Ve vestibulu Vyšší obchodní školy v Klatovech byla Janu Halířovi odhalena pamětní deska[5]